# Ансельмо Сільвіно
Ансельмо Сільвіно (італ. Anselmo Silvino, 23 листопада 1945) — італійський важкоатлет.
Бронзовий призер Олімпійських Ігор 1972 року в середній вазі, учасник 1968 року.
Бронзовий призер Чемпіонату світу 1971 (до 75 кг), 1972 (до 75 кг) років.
Бронзовий призер Чемпіонату Європи 1972 року в категорії до 75 кг.